# Latrine à fosse simple

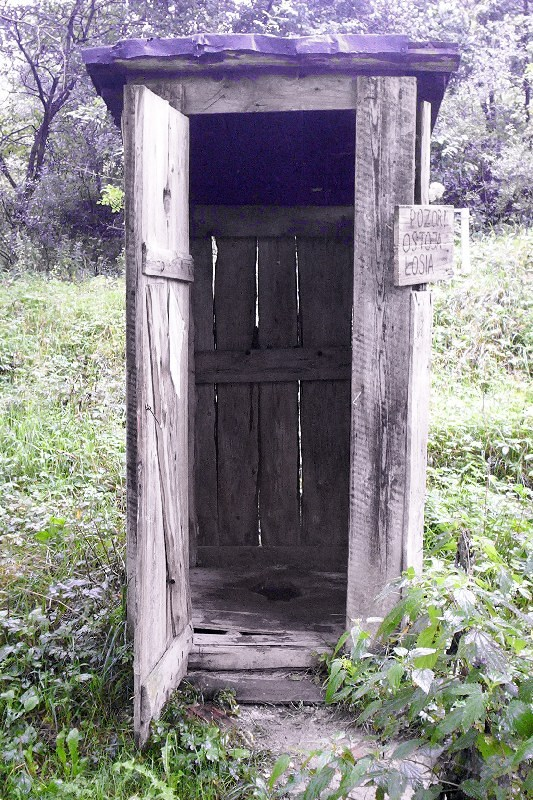
Latrine à fosse simple, recouverte d'un plancher en bois et d'une superstructure rudimentaire.

Une latrine à fosse simple est un type de latrine parmi les plus simples possibles. C'est une latrine usuelle dans les zones pauvres, dans les bidonvilles, dans les zones rurales avec peu de moyens.

## Description
Cette latrine est constituée de trois éléments : une fosse, une dalle et une superstructure.

### Fosse

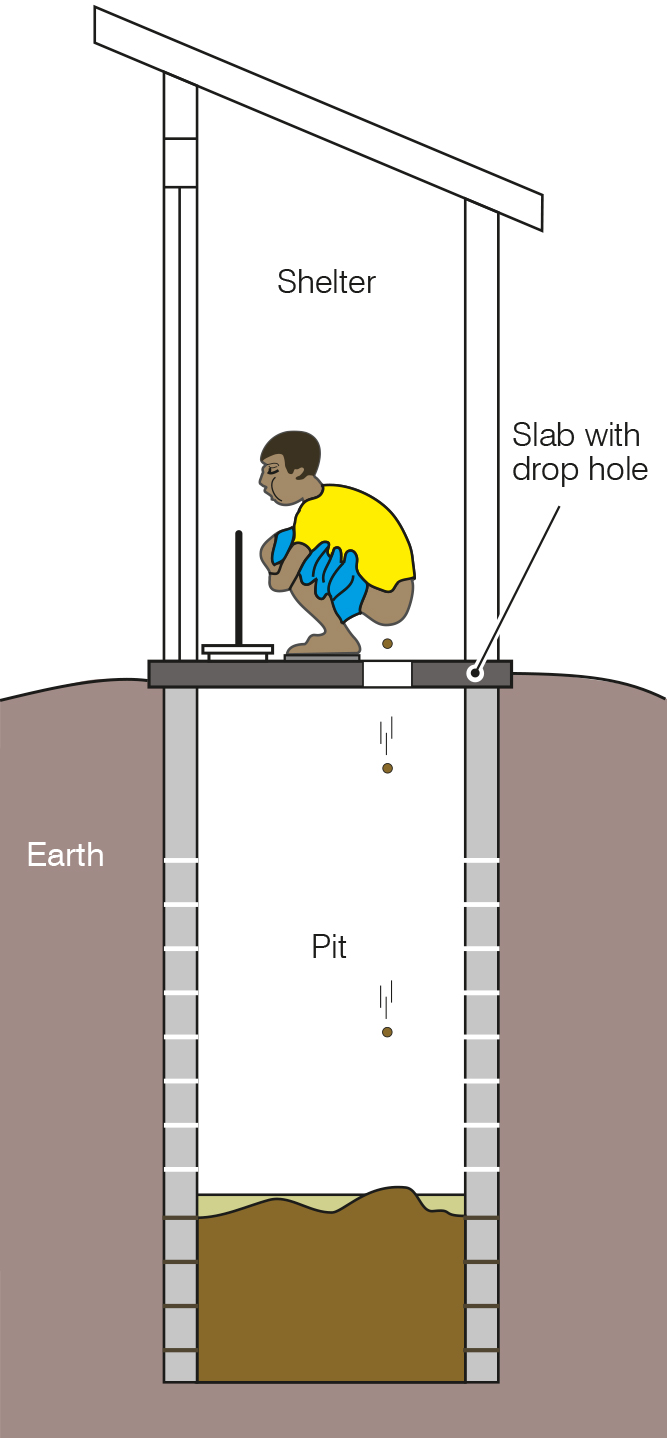
Schéma d'une latrine à fosse simple.

La fosse est creusée en général à la pelle et à la pioche, de préférence dans un sol meuble mais pas trop absorbant afin d'éviter les infiltrations. Elle fait couramment un mètre de diamètre (taille suffisante pour pouvoir y creuser sans prendre trop de place), et a une forme circulaire : bien que le creusement soit plus difficile ainsi sans moyens mécaniques, cela rend les parois plus résistantes à l'effondrement. La profondeur de la fosse varie avec la dureté du sol, la proximité de la nappe phréatique et le coût estimé : les profondeurs « standard » lors des programmes publics de construction de latrines sont souvent de 1,5 m si la nappe phréatique est proche, et de 2 à 3 m si le sol le permet ; mais on a déjà rapporté des fosses de plus de 15 m de profondeur, qui ne seront probablement jamais pleines.
Durant le creusement, l'effondrement des parois peut être prévenu en utilisant un renforcement temporaire. Une fois la fosse creusée, les parois sont renforcées ; si le sol est dur, seul le haut est renforcé, sur un mètre environ. Selon les moyens et les matériaux disponibles, le renforcement peut être fait avec des anneaux de béton coulés au préalable dans des moules, avec du béton coulé sur place, en maçonnerie, avec un fût de large diamètre, de vieux pneus, etc. ; avec un sol sec et compact, la fosse n'est parfois pas renforcée, mais les risques d'effondrement sont accrus.
Si la nappe phréatique est trop proche (de l'ordre de deux mètres), le fond de la fosse doit être rendu imperméable, par exemple avec une couche de béton ; dans les autres cas, l'infiltration peut être souhaitée afin d'évacuer la fraction liquide ; dans ce cas, est mis en place un filtre fait de plusieurs couches de sable de granulométrie décroissante.

### Dalle
En guise de dalle, il est fréquent de trouver un simple assemblage de branches, recouvert de boue séchée ou de terre. Les risques d'effondrement sont plus grands, et le nettoyage est rendu plus compliqué. Une amélioration possible sans pour autant utiliser une véritable dalle est d'utiliser une petite dalle de type SanPlat (abréviation de Sanitary Platform, plate-forme sanitaire) de 60 cm à 1m de côté, permettant de renforcer le sol, d'ajouter des emplacements pour les pieds et de rendre le nettoyage plus facile. On voit également des dalles construites en planches, plus résistantes ; selon les essences de bois et la finition, le nettoyage sera plus ou moins aisé, et il reste le risque qu'il retienne l'eau et moisisse.
Les dalles plus courantes sont en béton, de forme rectangulaire et de taille suffisante pour couvrir toute la fosse plus un excédent, pour s'assurer que l'eau de nettoyage ne pénétrera pas la fosse. Il est fréquent de voir des dalles en plusieurs parties, afin de pouvoir soulever un bord lors de la vidange de la fosse. Pour la forme et la construction, deux méthodes existent : la première consiste à utiliser une forme parallélépipédique et un renforcement intérieur (béton armé) ; la deuxième est de construire la dalle en forme de dôme, ce qui permet de réduire l'épaisseur et de supprimer le renforcement car la dalle travaille alors en compression.
La jonction entre la dalle et le sol doit être rendue étanche afin d'éviter les infiltrations d'eau et d'animaux, ou l'émanation d'odeurs.

### Superstructure
La superstructure sert essentiellement à procurer une certaine intimité à l'usager, elle varie donc énormément en forme, en taille, etc. selon les endroits. Les matériaux utilisés sont eux aussi divers : branchages et bâches, cabane en bois, briques, béton, bambou... le toit, s'il existe, peut être constitué de tôle ondulée, de paille, etc.
À l'intérieur de la superstructure, il n'est pas rare de voir que la latrine sert aussi de lieu de stockage, car dans certaines zones pauvres c'est le seul endroit pouvant fermer à clé. Il peut y avoir un siège ou simplement des emplacements rehaussés pour positionner les pieds.

## Variantes
Dans les zones inondables ou lorsque la nappe phréatique est très proche, il est courant de surélever la latrine de 50 cm environ, voire de placer la fosse entièrement au-dessus de la surface. Dans ce cas, la "fosse" a en général une hauteur de 1,20 m et une plus grande largeur afin de conserver un volume suffisant.
L'ajout d'une ventilation peut permettre de contrôler les odeurs ; il est aussi possible de construire une latrine améliorée à fosse ventilée, plus complexe par rapport à une fosse simple.
Dans les endroits où l'eau est utilisée pour le nettoyage anal, la fosse peut ne pas évacuer l'eau suffisamment vite et devient humide, encourageant la reproduction des moustiques ; l'ajout d'un siphon sous la dalle permet d'avoir une latrine à siphon hydraulique, contrôlant les odeurs et les insectes, mais nécessitant un peu plus d'eau (2 à 3 litres par personne et par jour).

## Utilisation
Dans les pays en développement, la latrine à fosse simple est un des moyens les plus courants de défécation, du moins dans les endroits pourvus de latrines ; il s'agit du plus répandu des types de latrines, car il est aussi le moins cher. Sa technologie moindre permet son utilisation dans les endroits reculés comme les villages peu accessibles ; une grande partie de sa construction peut faire intervenir des matériaux locaux. On en trouve encore dans les zones rurales de certains pays développés, bien qu'elles soient de plus en plus remplacées par une fosse septique.

## Risques et inconvénients
Même avec une latrine à fosse simple de bonne construction, les odeurs et les insectes continuent à poser des problèmes, car la seule issue est par le trou de la dalle. Si la superstructure n'est pas ventilée et que le climat est chaud, l'utilisation de la latrine peut devenir insupportable. La prolifération des moustiques peut être limitée si la fosse reste bien sèche, donc si le sol absorbe suffisamment vite les liquides. En revanche, les mouches prolifèrent même dans une fosse sèche et peuvent transmettre certaines maladies.
Si l'entretien est défectueux, que ce soit par négligence ou par manque d'organisation, la contamination est encore plus aisée. Si, de plus, la construction est approximative, certains risques sont accrus : effondrement de la fosse, infiltration d'eau et débordement, etc.
Une latrine à fosse simple peut aussi poser des risques pour l'environnement, ce qui peut d'ailleurs l'exclure d'un programme d'assainissement. Le type de sol conditionne directement le taux d'infiltration, de 8 litres / m² / jour dans de l'argile, à 50 litres / m² / jour dans du sable ; ceci affecte la vitesse de propagation des pathogènes qui peuvent arriver à une source d'eau proche, mais aussi d'autres éléments. D'après l'étude déjà citée, les nitrates seraient plus dangereux que les pathogènes.
Cependant, plusieurs études montrent, que la contamination de la nappe phréatique par les latrines a souvent été exagérée, du moins en ce qui concerne les nitrates et les risques bactériologiques. Cependant, le taux de chlorures est plus sensible à la contamination.

## Sources

### Référence générale
- Duncan Mara, Low-cost Urban Sanitation, 1996, Wiley & Sons.